# Volim te (2005.)
Volim te je hrvatska drama, redatelja i scenarista Dalibora Matanića, premijerno prikazana na Hrvatskoj radioteleviziji 18. prosinca 2005. godine.

## Radnja
Radnja prati život mladog Zagrepčana po njegovu otkriću kako je slučajno, transfuzijom neprovjerene krvi, zaražen virusom HIV-a, te prikazuje njegovu obijest, odbijanje od okoline, pronalazak prave sreće te na kraju i smrt.

## Vanjska poveznica
- Volim te u internetskoj bazi filmova IMDb-a
- Volim te na filmski.net  Arhivirana inačica izvorne stranice od 5. siječnja 2006. (Wayback Machine)